# Bohou (köpinghuvudort i Kina, Hainan Sheng, lat 19,88, long 109,74)
Bohou är en köpinghuvudort i Kina. Den ligger i provinsen Hainan, i den södra delen av landet, omkring 65 kilometer väster om provinshuvudstaden Haikou. Antalet invånare är 34 487. Befolkningen består av 15 781 kvinnor och 18 706 män. Barn under 15 år utgör 24,0 %, vuxna 15-64 år 65 %, och äldre över 65 år 9,0 %.
Runt Bohou är det tätbefolkat, med 266 invånare per kvadratkilometer. Närmaste större samhälle är Lincheng, 6,4 km nordväst om Bohou. I omgivningarna runt Bohou växer huvudsakligen savannskog.
Genomsnittlig årsnederbörd är 2 661 millimeter. Den regnigaste månaden är juli, med i genomsnitt 450 mm nederbörd, och den torraste är januari, med 24 mm nederbörd.